# Дии
Диите са независимо тракийско племе, мечоносци, които живели в подножието на Източните Родопи в Тракия. Те често се включвали в редиците на редовни армии като наемници или доброволци. Тукидид ги описва като независими и като най-войнствените войници в армията на Ситалк и ги нарича „махайрофори“ ("носещи махайра" – главното им оръжие).
Предполага се, че бесите са жреческата каста на диите, а сатрите военната им прослойка.